# North Western Railway
Die North Western Railway (NWR) war eine Eisenbahngesellschaft in Nordwest England. Den inoffiziellen Zusatz Little erhielt die Gesellschaft, um sie von der größeren London and North Western Railway (LNWR) zu unterscheiden.
Die NWR wurde von der Midland Railway (MR) übernommen, die Teile des Streckennetzes für ihre Verbindung von London nach Schottland über die Settle and Carlisle Line nutzte. Die Hauptstrecke der NWR verlief von Skipton nach Morecambe und verband so nach der Übernahme die MR mit ihrem Rivalen, der LNWR. Die Teilstrecke zwischen Lancaster und Morecambe war eine Teststrecke für die Elektrifizierung der Eisenbahn im frühen 20. Jahrhundert und war ursprünglich von der Morecambe Harbour and Railway betrieben worden. Heute werden überwiegend noch Streckenabschnitte in West Yorkshire genutzt; in Lancashire wurden viele Streckenabschnitte demontiert, die heute als Rad- und Fußwege dienen.

## Geschichte
Die North Western Railway wurde am 26. Juni 1846 gegründet um eine Eisenbahn von Skipton an der Leeds and Bradford Extension Railway nach Low Gill an der Lancaster and Carlisle Railway zu bauen, die Eisenbahnverkehr von Yorkshire nach Schottland ermöglichen sollte. Eine Verbindung von Clapham nach Lancaster war ebenfalls vorgesehen.
Die ursprünglich als Hauptstrecke geplante Verbindung von Skipton wurde bis Ingleton am 31. Juli 1849 eröffnet. Eine Wirtschaftskrise veranlasste die NWR dazu den Weiterbau der Strecke nach Low Gill zu verschieben und sich stattdessen auf eine Verbindung nach Lancaster zu konzentrieren. Ein erster Abschnitt von Lancaster Green Ayre nach Wennington wurde am 17. November 1849 eröffnet. Der Anschluss an die Strecke von Skipton erfolgte über Bentham und Clapham am 1. Juni 1850.
Mit der Fertigstellung der Verbindung von Morecambe und Skipton wurde die Verbindung von Clapham nach Ingleton nach nur 10 Monaten Betrieb eingestellt, da es wenig Hoffnung gab die Verbindung über Low Gill fortzuführen.

## Morecambe Harbour and Railway

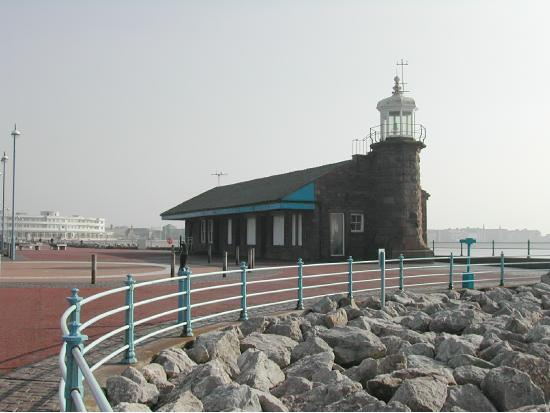
Der erste Bahnhof des heutigen Morecambe

Die Morecambe Harbour and Railway Company (MH&R) wurde am 16. Juli 1846 gegründet, um einen Hafen an der Morecambe Bay nahe dem Ort Poulton-le-Sands zu bauen und eine Eisenbahnverbindung nach Lancaster Green Ayre herzustellen. Die Eisenbahn wurde am 12. Juni 1848 eröffnet. Am 18. Dezember 1849 wurde innerhalb Lancasters eine Verbindung zur Lancaster and Carlisle Railway und dem Bahnhof Lancaster Castle hergestellt.
Die Gründung des Hafens und der Eisenbahn führte dazu, dass sich um Poulton-le-Sands eine größere Ansiedlung bildete, die schließlich den Namen Morecambe annahm.
Die MH&R wurde schon kurz nach ihrer Gründung formell von der NWR übernommen, auch wenn sie rechtlich eine eigenständige Gesellschaft bis zur Übernahme in die MR blieb.
Ab dem 1. Juni 1852 wurde die Strecke von den Zügen der Midland Railway befahren. Ab dem 1. Januar 1859 waren die NWR und die MH&R an die MR verpachtet und am 30. Juli 1874 von ihr übernommen.

## Teilstrecken

### Ingleton Branch
Die Strecke über Low Gill wurde schließlich von Lancaster and Carlisle Railway betrieben mit Zügen der London and North Western Railway am 16. September 1861 eröffnet. Die Strecke endete am in Ingleton am Viadukt, wo die Lancaster and Carlisle Railway und die North Western Railway an jeweils einem Ende des Viadukts einen Bahnhof eröffneten und die Fahrgäste zu Fuß von einem Bahnhof zum anderen gehen mussten. Erst im Laufe des Jahres 1862 durften die Züge von und nach Süden den Viadukt überqueren und den Bahnhof der North Western Railway nutzen.

### Settle-Carlisle Line
Durch die Probleme in Ingleton beschloss die MR ihre eigene Strecke zwischen Settle und Carlisle zu bauen und so eine eigene Verbindung vom Bahnhof London St Pancras über Carlisle nach Schottland zum Bahnhof Glasgow St Enoch zu haben. Der Abschnitt zwischen Skipton und Settle Junction ist seitdem eine Hauptstrecke und wird noch heute als Umleitung für InterCity-Züge benutzt.

### Heysham Harbour
1904 eröffnete die Midland Railway den Hafen in Heysham als Ersatz für den Hafen in Morecambe. Am 1. September 1904 wurde die Strecke für den Personenverkehr freigegeben, nachdem sie zuvor bereits seit dem 12. November 1898 für den Güterverkehr befahrbar war.

## Elektrifizierung
Die Eisenbahnstrecke zwischen Lancaster, Morecambe und Heysham war die erste Strecke, die mit einer elektrischen Oberleitung ausgestattet wurde. Die Strecke wurde zuerst von Heysham nach Morecambe, dann bis zum Bahnhof Lancaster Green Ayre und schließlich am 14. September 1908 bis zum Bahnhof Lancaster Castle elektrifiziert. Von einem Kraftwerk in Heysham wurde über ein Kabel mit Stahlbogen eine Versorgung von 6,6 kV bei 25 Hz gewährleistet.
Zwischen dem 11. Februar 1951 und dem 17. August 1951 wurde die Strecke vorübergehend wieder im Dampfbetrieb bedient; die Oberleitung wurde in dieser Zeit als erste Strecke auf 6,6 kV bei 50 Hz aufgerüstet.

## Schließungen
Auf der Ingleton Branch wurde der Personenverkehr am 30. Januar 1954 eingestellt, die Strecke wurde danach nur noch gelegentlich für den Güterverkehr und Ausflugsfahrten benutzt. Sie wurde endgültig am 26. Juli 1966 geschlossen und die Schienen abgebaut.
Der Betrieb auf dem Abschnitt zwischen Morecambe und Heysham wurde am 4. Oktober 1975 eingestellt, er wurde jedoch am 
```
11. Mai 1987 wieder aufgenommen und gewährleistet seitdem einen Anschluss an Fährverbindungen zur 
Isle of Man
.
```

## Besondere Bauwerke
Die von Edmund Sharpe gebaute Eisenbahnbrücke über den River Lune nahe dem Crock o’ Lune ist heute ein Grade-II-geschütztes Kulturdenkmal.

## Galerie

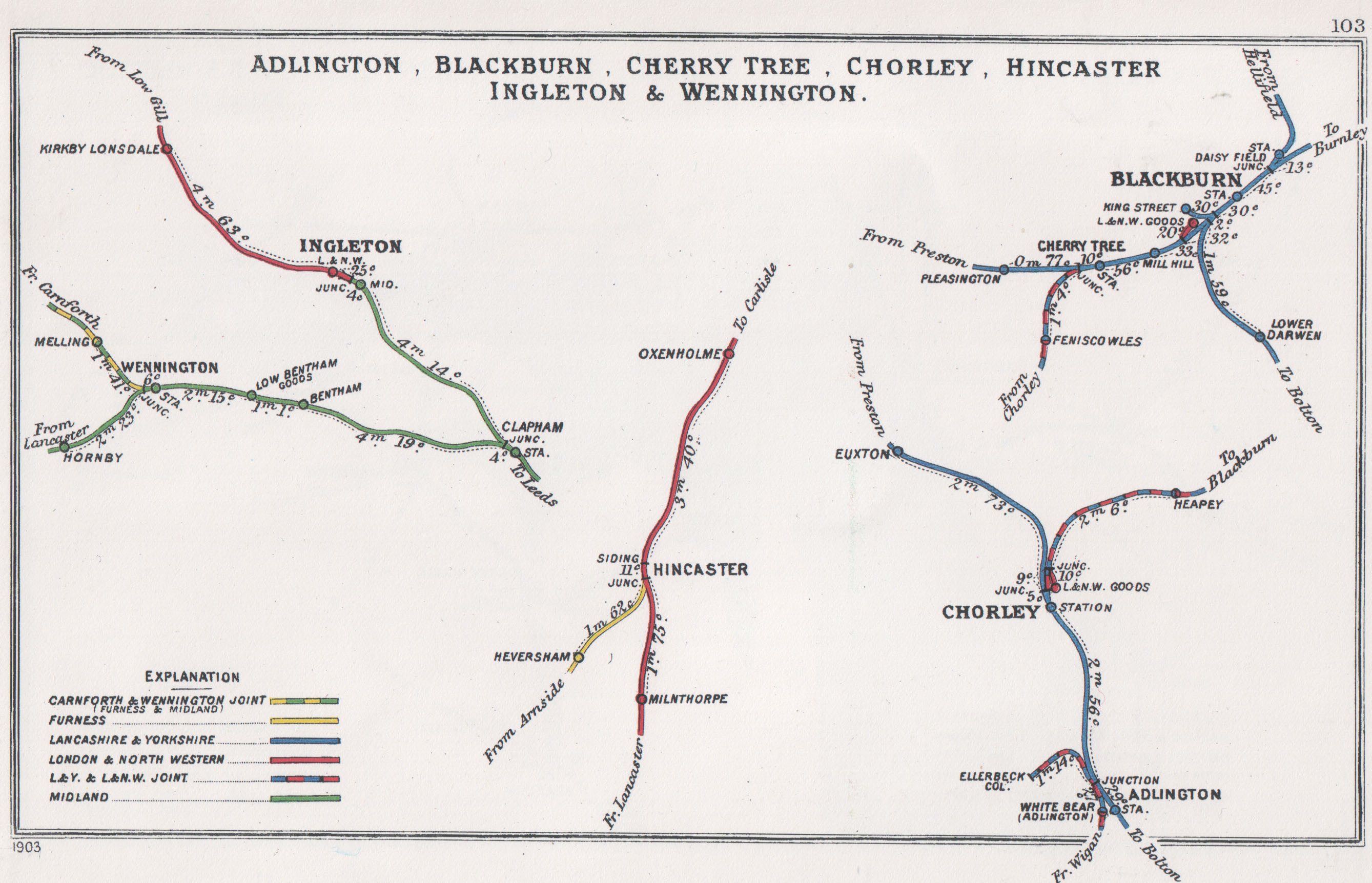
Eisenbahnlinien bei Ingleton und Clapham (1903)
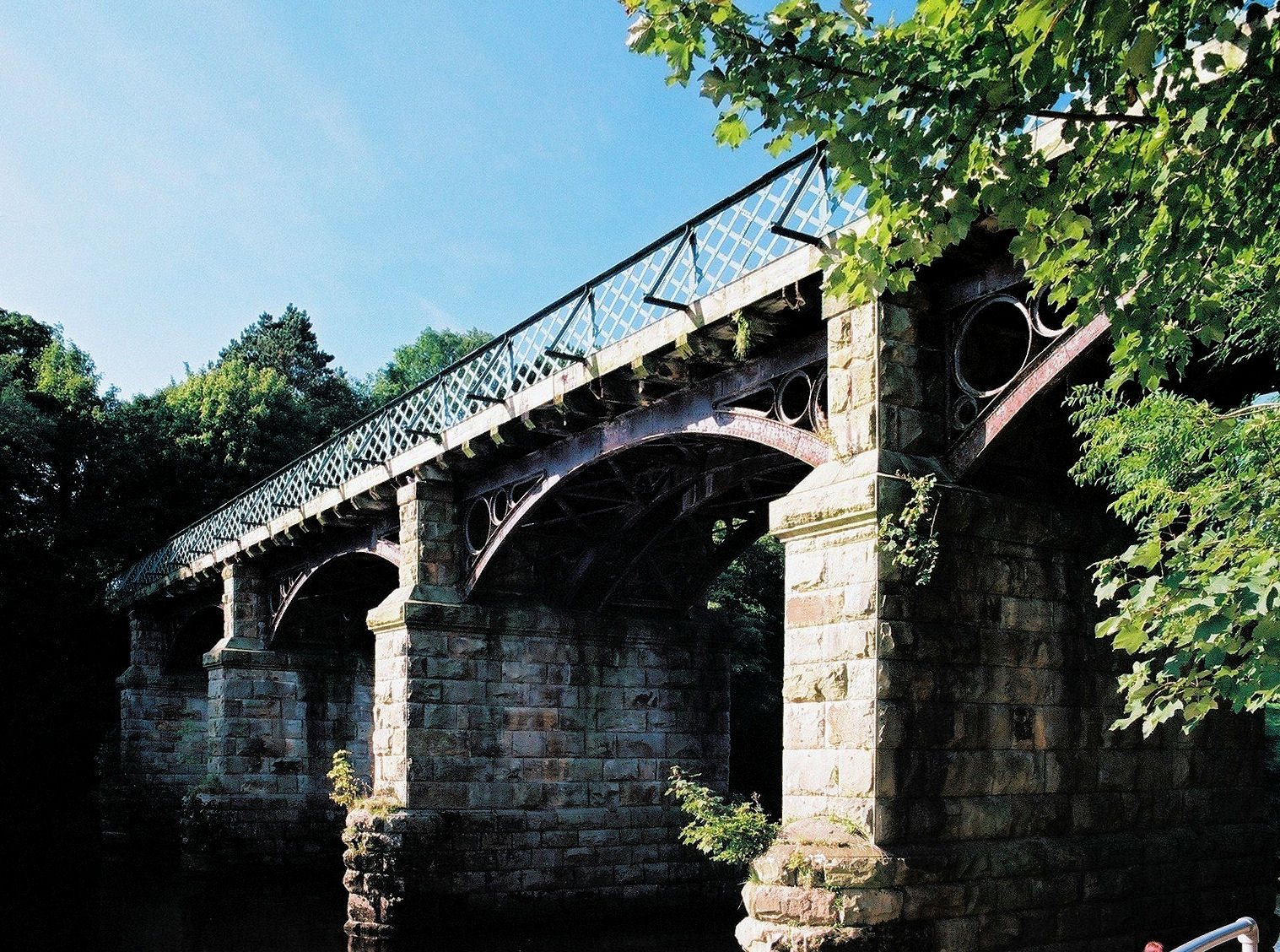
Brücke über den River Lune beim Crook o' Lune
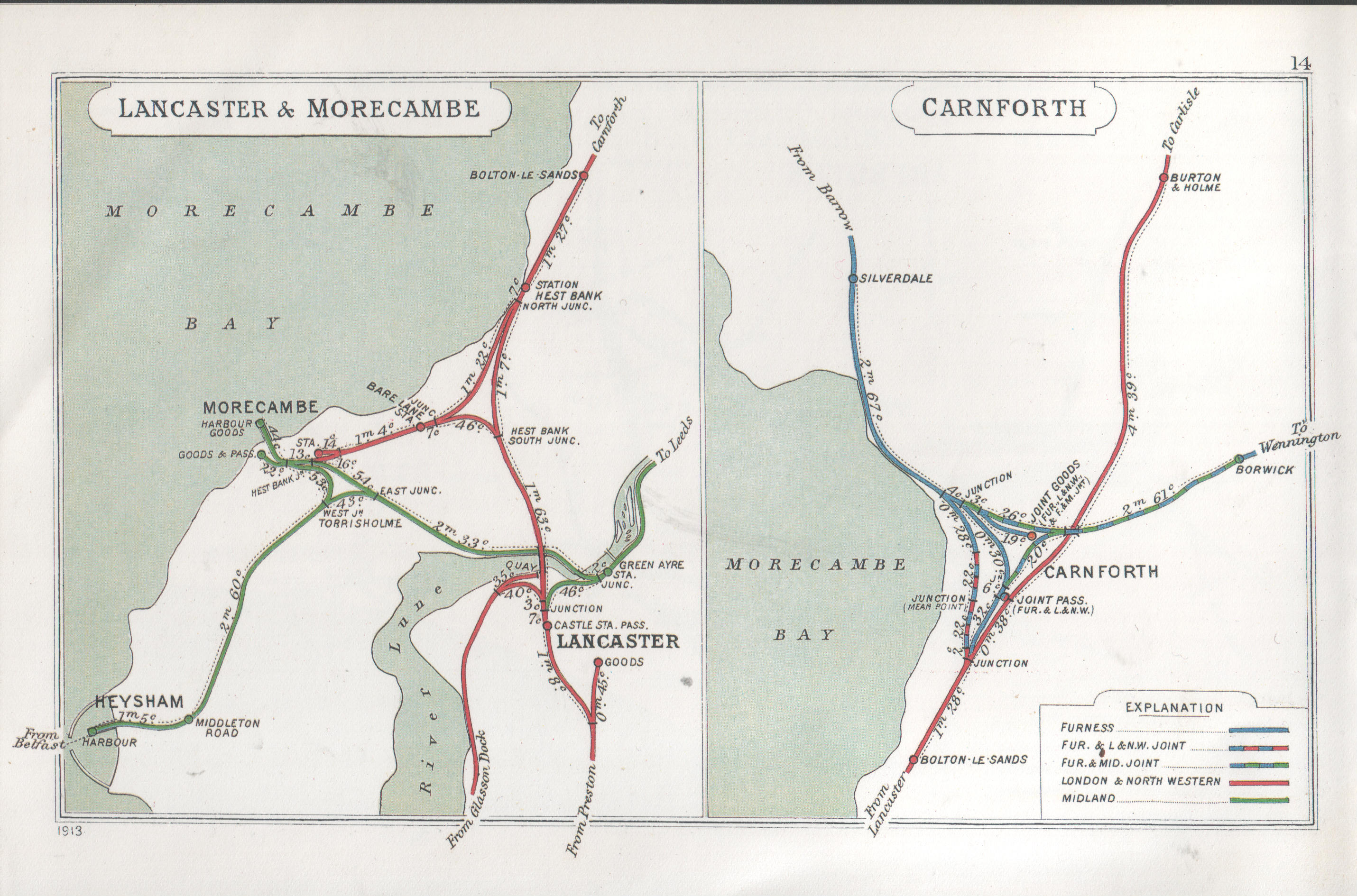
Eisenbahnlinien bei Lancaster, Morecambe und Carnforth (1913)